# Simediană

Un triunghi cu mediane (negre), bisectoare (punctate) și simediene (roșii). Simedienele se intersectează în punctul simedian L, bisectoarele unghiului în centrul cercului înscris I, iar medianele în centrul de greutate G.

În geometrie o simediană este o dreaptă care trece printr-un vârf al unui triunghi și este simetrica medianei față de bisectoarea interioară dusă prin același vârf al triunghiului. Din definiție rezultă că unghiul format de simediană cu bisectoarea respectivă este congruent cu unghiul dintre mediană și bisectoare. Orice triunghi are trei simediene, care corespund celor trei mediane și bisectoare.
Cele trei simediene se intersectează într-un centru al unui triunghi⁠(d)  numit punctul Lemoine. Ross Honsberger a declarat că existența sa este „una dintre bijuteriile coroanei geometriei moderne”.

## Izogonalitate
De multe ori în geometrie, dacă se iau trei drepte care trec prin vârfurile unui triunghi (ceviene) și au aceeași proprietate, atunci reflexiile lor față de bisectoarele corespunzătoare, numite drepte izogonale, vor avea și ele proprietăți interesante. De exemplu, dacă trei ceviene ale unui triunghi se intersectează într-un punct P, atunci dreptele lor izogonale se intersectează într-un punct, numit conjugatul izogonal al lui P.
Simedienele ilustrează acest fapt.
- În diagramă, medianele (în negru) se intersectează în centrul de greutate, G.
- Deoarece simedienele (în imagine cu roșu) sunt izogonale cu medianele, simedienele se intersectează și ele într-un singur punct, L. Acest punct se numește punctul simedian, sau, alternativ, punctul Lemoine sau punctul Gerber.

Liniile punctate sunt bisectoarele; simedienele și medianele sunt simetrice față de bisectoare, de unde și denumirea de „simediană”.

## Construcția simedienei

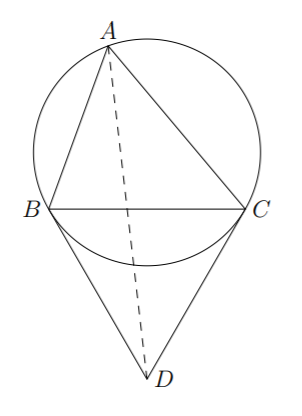
AD este simediana prin A

Fie ABC un triunghi. Se construiește punctul D ca intersecție a tangentelor în B și C la cercul circumscris triunghiului. Atunci AD este simediana triunghiului ABC.
Demonstrație
Fie ω cercul cu centrul D care trece prin B și C și fie O centrul cercului circumscris triunghiului ABC. Dreptele AB și AC intersectează ω în P, respectiv Q. Deoarece ∠ABC = ∠AQP, triunghiurile ABC și AQP sunt asemenea. Deoarece ∠PBQ = ∠BQC+∠BAC = 1/2(∠BDC+∠BOC) = 90°, se vede că PQ este un diametru al lui ω, prin urmare trece prin D. Fie M punctul de mijloc al BC. Deoarece D este punctul de mijloc al QP, asemănarea implică faptul că ∠BAM=∠QAD, din care rezultă enunțul.
Altă demonstrație
Fie ca reflexia lui AD față de bisectoarea unghiului lui ∠BAC să întâlnească BC în M'. Atunci:
{\displaystyle {\frac {BM'}{M'C}}={\frac {AM'{\frac {\sin \angle {BAM'}}{\sin \angle {ABM'}}}}{AM'{\frac {\sin \angle {CAM'}}{\sin \angle {ACM'}}}}}={\frac {\sin \angle {BAM'}}{\sin \angle {ACD}}}{\frac {\sin \angle {ABD}}{\sin \angle {CAM'}}}={\frac {\sin \angle {CAD}}{\sin \angle {ACD}}}{\frac {\sin \angle {ABD}}{\sin \angle {BAD}}}={\frac {CD}{AD}}{\frac {AD}{BD}}=1}

## Tetraedre
Conceptul de punct simedian se extinde la tetraedre (neregulate). Având în vedere un tetraedru ABCD, două plane P și Q prin AB sunt conjugate izogonale dacă formează unghiuri egale cu planele ABC și ABD. Fie M punctul de mijloc al laturii CD. Planul care conține latura AB care este izogonal cu planul ABM se numește plan simedian al tetraedrului. Se poate arăta că planele simediene se intersectează într-un punct, punctul simedian. Acesta este, de asemenea, punctul care minimizează suma pătratelor distanțelor la fețele tetraedrului.